# Poltys godrejii
Poltys godrejii är en spindelart som beskrevs av Bastawade och Khandal 2006. Poltys godrejii ingår i släktet Poltys och familjen hjulspindlar. Inga underarter finns listade i Catalogue of Life.